# Ercheia cyllarioides
Ercheia cyllarioides är en fjärilsart som beskrevs av Embrik Strand 1914. Ercheia cyllarioides ingår i släktet Ercheia och familjen nattflyn. Inga underarter finns listade i Catalogue of Life.